# ルパン三世 パイロットフィルム
『ルパン三世 パイロットフィルム』（ルパンさんせい パイロットフィルム）は、1969年に初製作されたモンキー・パンチ原作の漫画『ルパン三世』のパイロット版アニメーションである。

## 概要
原作のいくつかのエピソードを基にしており、メインキャラクターとその関係性を紹介する内容である。約13分。
本来は配給元やスポンサー、放送局に企画を売り込むために製作されたアニメーションである。そのため、正式にスタートした以降のテレビシリーズと比較して、より原作の作風に近く、ケレン味やアクの強さが際立った作りになっている。
劇場公開作となることを前提として1969年に作られたシネマスコープサイズのもの（シネスコ版）と、劇場版企画頓挫後の1971年頃に『TV第1シリーズ』の企画提案のためスタンダードサイズで新たに作り直されたもの（スタンダード版）の2種類がある。2種の内容はほぼ同じであるが、背景や微細な演出、一部のキャストが異なっている。
本作では、原作第1話に登場した明智小五郎老人がメインキャラクターの1人として紹介されている。だが、実際に開始されたテレビシリーズでは著作権の問題で未登場となったため、アニメで登場したのは本作のみである。

### 製作経緯
原作者のモンキー・パンチは当初、当時放送されていたアニメに不満があったことや、ほとんどが子ども向けであったことなどから「アニメでこの世界観を作れるわけがない」と『ルパン三世』のアニメ化に反対していた。
しかし、アニメ化を強く望んでいた東京ムービー（現:トムス・エンタテインメント）の藤岡豊による熱意ある交渉に押され、アニメ化の説得材料として当作の製作を許可。演出のおおすみ正秋の意向で、アニメ風に作り直す、それまでのアニメのパターンに合わせる、という発想ではなく、原作の味をそのままアニメに移し変えることを目指し、実写作品の方法も参考にして作られた。
完成作品を見たモンキー・パンチは「僕の描いた原作の雰囲気がものすごく出ていた。これまでのアニメとはまったく違う」「（原作の）世界観からずれてなかった。キャラクターの動きにしても、声にしても、僕の考えたものに近かった」と絶賛し、アニメ製作を快諾することとなった。

## 後続作品への影響
スタンダード版は再構成され、『TV第1シリーズ』のオープニングに使用された。最初のオープニングではキャラクターの顔や服装がシリーズに合わせて新たに描き直されていたが、2代目オープニングでは大半の部分で当作の映像がそのまま流用されたため、カットによって服装をはじめ作画の絵柄が異なる事態となっている。
演出に関しては、ルパンがセスナ機から自動車に飛び移るシーンは『TV第1シリーズ』第2話「魔術師と呼ばれた男」でパイカルがルパンの運転する車に飛び移るシーンに、アジトから巨大凧で脱出するシーンは同シリーズ第8話「全員集合トランプ作戦」に流用されている。
劇場映画第1作『ルパン三世 ルパンVS複製人間』の特報では一部の映像が使用されている。
『ルパン三世VS名探偵コナン THE MOVIE』では、オープニングのキャラクター紹介映像として一部がリメイクされた。基本的にリメイク箇所はオリジナルと同じだが、当作のルパンの作風に合わせコミカルな演出が追加されている。

## 公開・収録
初製作以降、永らくその存在は忘れられていたが、1988年8月17日深夜に読売テレビが開局30周年記念特番として放送した、アニメだいすき!スペシャル『よみうりテレビ アニメ30年史!巨人のヤマトはバカボンルパンなのだ』においてスタンダード版が放送され、初めて日の目を見ることになった。
その後、1989年発売のVHS『ルパン三世 シークレットファイル』に2種共に収録され、一般にも広く知られるようになる。現在ではOVA『ルパン三世 Master File』、『ルパン三世 DVDコレクション』の第3巻と第4巻に収録されている。日本国外ではイタリア版『TV第1シリーズ』DVD最終巻にも収録されている。
2011年からルパン三世アニメ40周年を記念して各地で開催されている『ルパン三世展 〜This is the world of Lupin the 3rd〜』ではパイロットフィルム2種類が初めて一般上映された。
2019年6月、同年4月11日に逝去したモンキー・パンチを追悼し、6月2日シネスコ版、同30日スタンダード版がシネフィルWOWOWでそれぞれテレビ放送された。

## 声の出演
| 役名         | 声優       | 声優           |
| 役名         | シネスコ版 | スタンダード版 |
| ------------ | ---------- | -------------- |
| ルパン三世   | 野沢那智   | 広川太一郎     |
| 次元大介     | 小林清志   | 小林清志       |
| 峰不二子     | 増山江威子 | 増山江威子     |
| 石川五右ヱ門 | 納谷悟朗   | 小林修         |
| 銭形警部     | 近石真介   | 大塚周夫       |
| 明智小五郎   | 北村弘一   | 高木均         |
| ナレーション | 神山卓三   | 田中信夫       |

## スタッフ
- 製作総指揮 - 藤岡豊
- 演出（監督） - 大隅正秋
- 原作 - モンキー・パンチ（漫画『ルパン三世』第57・59・72話より）
- アクションシーン作画監督 - 大塚康生
- キャラクターデザイン・作画監督 - 芝山努
- 原画 - 杉井ギサブロー、小林治、大塚康生、芝山努
- 音楽 - 前田憲男
- 効果 - 柏原満
- 製作 - 東京ムービー、Aプロダクション